# Saale-Holzland-Kreis
Saale-Holzland (tên tiếng Đức Saale-Holzland-Kreis) là một huyện (Kreis) ở phía đông của Thüringen, Đức. Các huyện giáp ranh (từ phía bắc theo chiều kim đồng hồ) là: huyện Burgenlandkreis ở Sachsen-Anhalt, thành phố không thuộc huyện Gera, các huyện Greiz, Saale-Orla, Saalfeld-Rudolstadt, Weimarer Land và thành phố Jena.

## Lịch sử
Huyện được thành lập năm 1994 thông qua việc hợp nhất các huyện cũ Eisenberg, Jena và Stadtroda. Khi huyện Roda (sau này là Stadtroda) được lập năm 1922, huyện này đã bao gồm khu vực hiện nay của Saale-Holzland. Năm 1952, huyện được chia thành 3 phần nhưng lại được hợp nhất vào năm 1994.

## Địa lý
Sông chính chảy qua huyện này là sông Saale, sông cấp tên gọi cho huyện. which also gave it its name. Điểm cao nhất có độ cao with 475 m trên mực nước biển ở phía nam của huyện còn điểm thấp nhất cao 118 m ở thung lũng sông Saale tại biên giới với huyện Weimarer Land.

## Thị xã và đô thị
| Thị xã không thuộc ‘‘Verwaltungsgemeinschaft’’           | và các đô thị | |
| -------------------------------------------------------- | --- | --- |
| 1. Bürgel 2. Eisenberg 3. Kahla 4. Schkölen 5. Stadtroda | 1. Albersdorf 2. Bad Klosterlausnitz 3. Bobeck 4. Bollberg 5. Gösen 6. Graitschen bei Bürgel 7. Hainspitz 8. Mertendorf 9. Möckern 10. Nausnitz 11. Petersberg | 1. Poxdorf 2. Quirla 3. Rauschwitz 4. Ruttersdorf-Lotschen 5. Scheiditz 6. Schlöben 7. Schöngleina 8. Serba 9. Tautenhein 10. Waldeck 11. Weißenborn |

| Verwaltungsgemeinschaften | Verwaltungsgemeinschaften | Verwaltungsgemeinschaften |
| --- | --- | --- |
| 1. Dornburg-Camburg 1. Dornburg-Camburg1, 2 2. Frauenprießnitz 3. Golmsdorf 4. Großlöbichau 5. Hainichen 6. Jenalöbnitz 7. Lehesten 8. Löberschütz 9. Neuengönna 10. Tautenburg 11. Thierschneck 12. Wichmar 13. Zimmern 2. Heideland-Elstertal 1. Crossen an der Elster1 2. Hartmannsdorf 3. Heideland 4. Rauda 5. Silbitz 6. Walpernhain | 3. Hermsdorf 1. Hermsdorf1, 2 2. Mörsdorf 3. Reichenbach 4. Schleifreisen 5. Sankt Gangloff 4. Hügelland/Täler 1. Bremsnitz 2. Eineborn 3. Geisenhain 4. Gneus 5. Großbockedra 6. Karlsdorf 7. Kleinbockedra 8. Kleinebersdorf 9. Lippersdorf-Erdmannsdorf 10. Meusebach 11. Oberbodnitz 12. Ottendorf 13. Rattelsdorf 14. Rausdorf 15. Renthendorf 16. Tautendorf 17. Tissa 18. Trockenborn-Wolfersdorf 19. Tröbnitz1 20. Unterbodnitz 21. Waltersdorf 22. Weißbach | 5. Südliches Saaletal [seat: Kahla] 1. Altenberga 2. Bibra 3. Bucha 4. Eichenberg 5. Freienorla 6. Großeutersdorf 7. Großpürschütz 8. Gumperda 9. Hummelshain 10. Kleineutersdorf 11. Laasdorf 12. Lindig 13. Milda 14. Orlamünde2 15. Reinstädt 16. Rothenstein 17. Schöps 18. Seitenroda 19. Sulza 20. Zöllnitz |
| 1thủ phủ của Verwaltungsgemeinschaft;2thị xã | | |